# سمك مقلي (طبق)
فريتو بيسكادو ("السمك المقلي" بالإسبانية)، يُطلق عليه أيضًا ("السمك الصغير المقلي" باللهجة الأندلسية)، هو طبق تقليدي من الساحل الجنوبي لإسبانيا، في كاتالونيا، فالنسيا وجزر الكناري وجزر البليار، وفي المناطق الداخلية من إسبانيا، وكان يوجد في الأندلس.
يعد هذا الطبق شائعًا في جميع أنحاء حوض البحر الأبيض المتوسط حيث يوجد في بروفانس وروسيلون بفرنسا وفي المناطق الساحلية لإيطاليا (حيث يُعرف النوع الأكثر شيوعًا باستخدام شرائح سمك القد المملح بإسم (فيليتو دي باكالا))، وفي اليونان يُستخدم أنواع متعددة من السمك مثل الأنشوجة الأوروبية وسمك القد والسريولا الأكبر والبيكاريل)، كما كان يؤكل من قبل الرومان في روما القديمة.

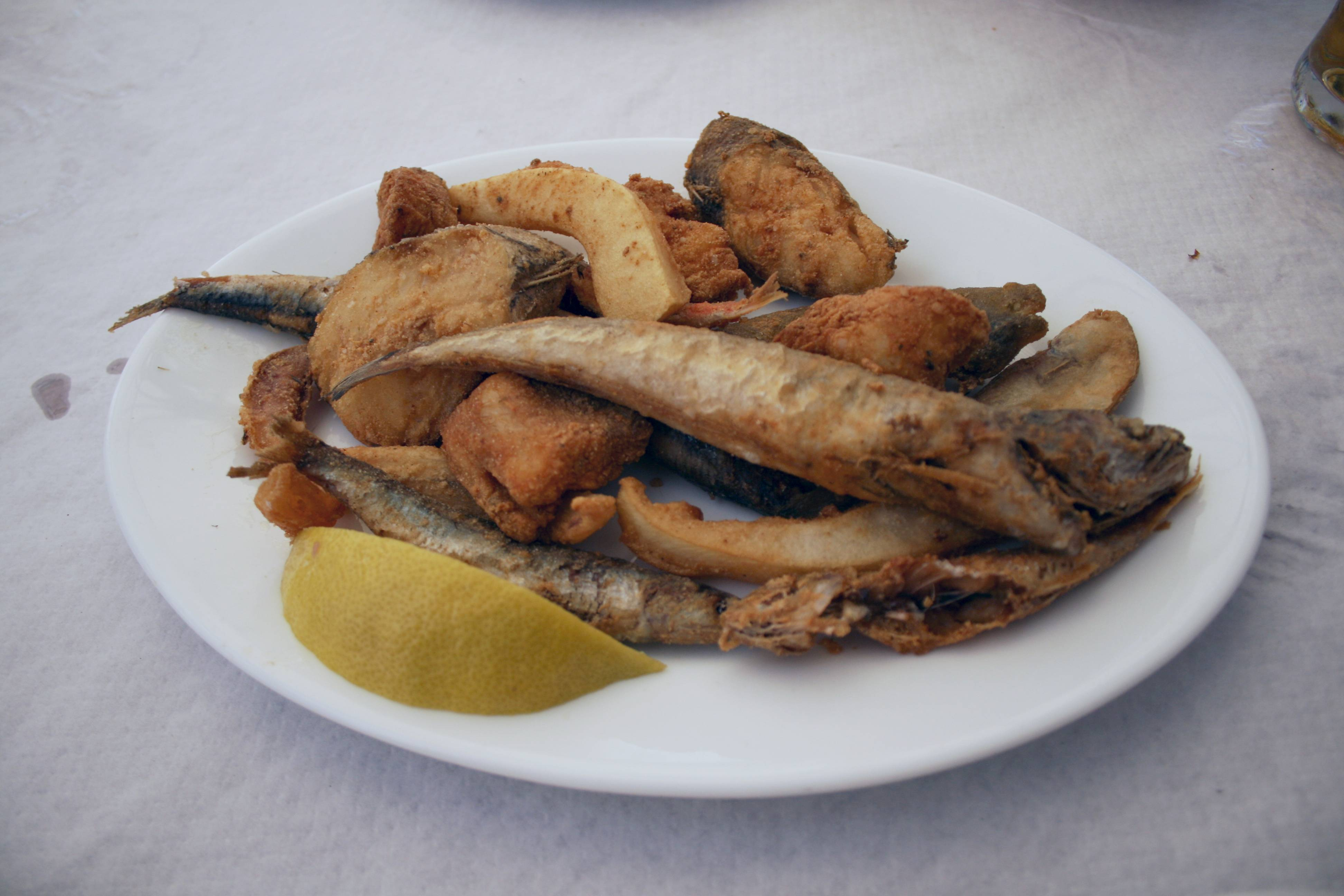
Pescaíto frito

## طريقة التحضير
يُصنع الطبق عن طريق غمس السمك (عادةً سمكة بيضاء) بالدقيق ثم قليها بزيت الزيتون بعد ذلك تتبل بالملح. عادة ما يُقدم ساخنًا ومقليا مع الليمون الطازج، والذي يُعصر فوق السمك، ويمكن تناوله كمقبلات أو كطبق رئيسي.